# Comandante Alfa
Comandante Alfa, pseudonimo di Antonio (Castelvetrano, 28 febbraio 1951), è un ex militare e saggista italiano.
Luogotenente dell'Arma dei Carabinieri, è stato uno dei primi elementi scelti nel 1977 per il GIS (Gruppo di Intervento Speciale) dell'Arma dei Carabinieri e considerato il carabiniere più decorato d'Italia.

## Biografia

### Origini
È nato nel 1951 in Sicilia, il padre faceva il muratore ma nei ricordi da ragazzo c'è suo nonno, soprannominato "Ciccio", che aveva fatto la guerra e che gli ha trasmesso il primo amore per la legalità.

### L'arruolamento nell'Arma
Dopo essere partito per Roma, nel 1969, a soli 17 anni viene arruolato nei carabinieri e dopo aver prestato servizio alla territoriale, finisce nel battaglione paracadutisti dell'Arma.
A maggio del 1977, a 26 anni, viene scelto dall'allora colonnello Romano Marchisio, comandante del battaglione, insieme ad altri quattro commilitoni, tra cui l'amico e collega Enzo Fregosi (caduto nell'attentato di Nassiriya del 2003): sta per nascere un nuovo reparto d'èlite. Di lì a pochi giorni vengono trasferiti in una vecchia palazzina, la "palazzina B", e fisicamente separati dagli altri carabinieri paracadutisti: il 25 ottobre nasce il primo nucleo del Gruppo di Intervento Speciale, e la sua istituzione ufficiale sarà il 6 febbraio 1978. Durante l'addestramento gli viene assegnato lo pseudonimo di "Alfa".

### Nel GIS

Il Comandante Alfa nel 1980 (in piedi, al centro), prima dell’intervento nel supercarcere di Trani

Il 29 dicembre 1980, con il GIS, ha il suo battesimo, salendo su due Agusta Bell 205 e dirigendosi verso il carcere di massima sicurezza di Trani. Nei primi anni ottanta svolge il corso sottufficiali dell'Arma.
In quarant'anni di servizio, viene coinvolto in una sequenza di azioni, sia nel teatro medio orientale che nel territorio nazionale, dalla rivolta nel supercarcere di Trani alla cattura degli esattori di Cesare Casella, dalla liberazione di Patrizia Tacchella al servizio di protezione del magistrato antimafia Nino Di Matteo a Palermo nel 2003.
Negli ultimi anni diviene istruttore all'interno del GIS e più tardi del UCIS (Ufficio centrale interforze per la sicurezza personale). Il 28 febbraio 2016 va in quiescenza con il grado di luogotenente.
Delle sue esperienze nell'Arma ha pubblicato diversi volumi.
Dal 2016 il MIGM (Museo Internazionale delle guerre mondiali), a Rocchetta a Volturno (IS), ha esposto il "manichino" sul quale vi è la sua tuta sportiva, donata dallo stesso in occasione del conferimento della cittadinanza onoraria.

## Opere
- Cuore di rondine, 2015, Casa Editrice Longanesi, ISBN 978-88-304-3994-8
- Io vivo nell'ombra, 2017, Casa Editrice Longanesi, ISBN 978-88-304-4595-6
- Missioni segrete, 2018, Casa Editrice Longanesi, ISBN 978-88-304-5029-5
- Dietro il mephisto, 2020, Casa Editrice Longanesi, ISBN 978-88-304-5285-5
- Parola d’ordine: PROTEGGERE, 2022, Casa Editrice Longanesi, ISBN 978-88-304-5890-1
- Liberate gli ostaggi. L'esordio del GIS: l'assalto al supercarcere di Trani, 2024, Casa Editrice Longanesi, ISBN 978-88-304-6073-7

## Premi e riconoscimenti
- 2015 Padula, 7 settembre – Gli venne conferito il PREMIO INTERNAZIONALE "JOE PETROSINO" "per gli atti di eroismo compiuti al servizio della Nazione, la qualità delle azioni di intervento, i meriti riconosciuti in Italia e all'estero, le alti doti umane, oltre che tecniche".[22]
- 2017 Roma, 7 novembre – Gli venne conferito il Premio Internazionale Nassiriya per la Pace "per la sua esistenza totalmente votata al coraggio, al sacrificio, all'altissimo senso del dovere e della Patria. Nella segretezza più totale, camminare nell'ombra con la morte accanto per difendere gli altri e la legge. Protagonista assoluto per oltre quarant'anni, di molteplici missioni volte a combattere crimine organizzato e terrorismo, in Italia e nei teatri di guerra. Per il dialogo continuo con i giovani ai quali trasmette il valore assoluto della legalità e della giustizia".[23]

### Riconoscimenti
- 1980 - Encomio solenne "Operazione liberazione ostaggi" Trani (BT)
- 1990 - Encomio solenne "Operazione liberazione ostaggi" Santa Margherita Ligure (GE)
- 1995 - Encomio Semplice "Arresto latitante pericoloso" Montiano (GR)
- 2003 - Encomio Semplice "Operazione Corona" Kabul (Afganistan)
- 2009 - Encomio Semplice "Capo scorta Gis" Capo di Stato Francese Summit G8 Aquila
- "Certificate of Appreciation" - MSU Missione SFOR, Sarajevo (Bosnia ed Erzegovina) 24 febbraio 2000-17 aprile 2000[1]
- "Certificate of Appreciation" - MSU Missione SFOR, Sarajevo (Bosnia ed Erzegovina) 5 marzo 2000-15 maggio 2000[1]
- "Certificate of Appreciation" - MSU Missione SFOR, Sarajevo (Bosnia ed Erzegovina) 14 febbraio 2002-26 marzo 2002[1]
- "Certificate of Appreciation" - Missione MSU KFOR, Kosovo 8 aprile 2004-15 aprile 2004[1]
- "Certificate of Appreciation - Missione NTM–I, Baghdad (Iraq) 4 agosto 2008[1]
- Elogio - Missione ISAF, "Addestramento scorta del Re" Kabul (Afghanistan) 5 giugno 2003[1]
- Elogio - Missione MSU, "Operazione Antica Babilonia" Nassiriya (Iraq) Tallil Air Base, 16 dicembre 2004-25 febbraio 2005[1]
- Elogio - Missione NTM–I, "Missione Addestrativa della NATO (NATO Training Mission - Iraq)" Baghdad (Iraq) 28 giugno 2008-14 agosto 2008[1]
- 2005 - Attestato di pubblica Benemerenza - Attività svolte in occasione delle "Esequie del S. Padre Giovanni Paolo II"
- 2009 - Attestato di pubblica Benemerenza - Attività svolta in occasione del Summit G8 Aquila